# Municipio de Bremen (Dakota del Norte)
El municipio de Bremen (en inglés: Bremen Township) es un municipio ubicado en el condado de Wells en el estado estadounidense de Dakota del Norte. En el año 2010 tenía una población de 47 habitantes y una densidad poblacional de 0,5 personas por km².

## Geografía
El municipio de Bremen se encuentra ubicado en las coordenadas 47°42′34″N 99°21′3″O / 47.70944, -99.35083. Según la Oficina del Censo de los Estados Unidos, el municipio tiene una superficie total de 93.4 km², de la cual 92,79 km² corresponden a tierra firme y (0,66 %) 0,62 km² es agua.

## Demografía
Según el censo de 2010, había 47 personas residiendo en el municipio de Bremen. La densidad de población era de 0,5 hab./km². De los 47 habitantes, el municipio de Bremen estaba compuesto por el 100 % blancos. Del total de la población el 0 % eran hispanos o latinos de cualquier raza.